# Milevci
Milevci (Servisch cyrillisch Милевци) is een plaats in de Servische gemeente Bosilegrad. De plaats telt 140 inwoners (2002).